# محمود روح‌الامینی
محمود روح الامینی (۵ مهر ۱۳۰۷ در کوهبنان - ۱۷ اسفند ۱۳۸۹ در تهران) مردم‌شناس برجسته ایرانی بود.

## پیشینه
محمود روح‌الامینی، پنجم مهرماه ۱۳۰۷ در کوهبنانِ کرمان چشم به جهان گشود.
وی دربارهٔ تولدش می‌گوید: «زمانی که من متولد شدم هنوز شناسنامه در زادگاهم نبود. اما در سال ۱۳۱۰ شناسنامه (سجل احوال) وارد منطقه ما شد. قبل از آن که خیابانی در کوهبنان، که حالا شهر بزرگی است، کشیده شود، به آن ده می‌گفتیم و محل تولد من نیز همین ده کوهبنان است. روزگاری زلزله‌ای شدید منطقه را تکان دادو تخریب کرد» محمود روح‌الامینی مطابق سنت آن زمان تحصیل را در مکتب‌خانه آغاز کرد، سپس تحصیلات خود را در مدرسه ایرانشهر کرمان که بانیانش زرتشتیان بوده‌اند ادامه داد. تحصیل در آن زمان هرگز امری سهل‌الوصول نبود، چنانکه ایشان خود به یاد می‌آورد: ”چهار روز تمام با الاغ از ده‌مان طول کشید تا خود را به این مدرسه برسانم و برای ورود به کلاس ششم ابتدایی امتحان بدهم “
دکتر روح‌الامینی درباره دبیرستانی که در آن تحصیل می‌کرد، می‌گوید: ” صبح نخستین روز که به دبیرستان ایرانشهر کرمان رفتم، آقا میرزا برزو آمیغی در صحن مدرسه روبروی در ورودی ایستاده بود، دوباره خود را معرفی کردم. دستور داد نامم را در کلاس اول متوسطه (کلاس هفت) نوشتند و راهی کلاس شدم... آقا میرزا برزوآمیغی، در هندوستان، که در آن زمان در دست انگلیس‌ها بود تحصیل و کار کرده بود و نیز انجام خدمت سربازی ـ که در آن زمان «خدمت اجباری » نامیده می‌شد ـ باعث شده بود که وی با روحیه‌ای منضبط، صبح‌ها زودتر از همه بیاید و عصرها آخرین نفر باشد که مدرسه را ترک می‌کند... از ویژگیهای مدرسه ایرانشهر این بود که هفته‌ای سه روز، بعدازظهرها و برخی سال‌ها، هر روز ـ «آمیرزا برزو» به چوب می‌آمد. به این معنی که به کلاسها می‌آمد و کسانی که در یکی از درسها نمره کمتر از هفت گرفته بودند، به همان مقدار چوب به کف دستشان می‌زد، این چوب خوردن و تنبیه، بیشتر جنبه نمادین داشت… “
محمود روح‌الامینی تا کلاس سوم دوره متوسطه را در مدرسه ایرانشهر کرمان به تحصیل پرداخت و پس از آن به تنها دبیرستان کرمان رفت و تا کلاس پنجم متوسطه را در این دبیرستان به تحصیل پرداخت. آنگاه برای ادامه تحصیل در کلاس ششم در سال ۱۳۲۸ به دبیرستان دارالفنون تهران مهاجرت کرد. در آن دوره کلاس‌های ششم دبیرستان تنها در آن دبیرستان برگزار می‌شد.

## تحصیلات
پس از پایان دوره دبیرستان، وی تحصیلات خود را در سال ۱۳۳۱ در دانشکده ادبیات و علوم انسانی دانشگاه تهران آغاز کرد و در سال ۱۳۳۴ موفق به اخذ لیسانس زبان و ادبیات فارسی گردید. وی در دوران تحصیل خود در این مقطع توانست از محضر اساتید بزرگی چون دکتر محمد محمدی، استاد پورداوود، دکتر صادق کیا، دکتر حسین خطیبی، بدیع‌الزمان فروزانفر، دکتر محمد معین، پرویز ناتل خانلری، احسان یارشاطر و عبدالعظیم قریب استفاده نماید.
دکتر روح‌الامینی پس از اخذ لیسانس ادبیات فارسی به عنوان معلم رهسپار شهر آمل شد و ۳ سال در آن شهر به تدریس پرداخت. پس از حضور ۳ ساله در آمل، سال ۱۳۳۷ به تهران بازگشت و این بار در دارالفنون مشغول تدریس شد. ۲ سال از تدریس او در دارالفنون نگذشته بود که موسسه مطالعات و تحقیقات اجتماعی تاسیس شد و دکتر روح‌الامینی به این موسسه پیوست و ضمن شاگردی غلامحسین صدیقی (بنیانگذار علم جامعه‌شناسی در ایران) در سال ۱۳۳۹ فوق لیسانس علوم اجتماعی خود را از مؤسسه مطالعات و تحقیقات اجتماعی گرفت و در همان سال برای ادامۀ تحصیل به فرانسه رفت. تحصیلات وی در دوره دکتری، ۴ سال طول کشید و ژرژ گورویچ، روژه باستید، آندره لورواگوران در موزه مردم‌شناسی و کلود لوی استروس در کُلِژ دوفرانس، از استادان برجسته‌ای بودند که روح‌الامینی در کلاس آنها آموخت. محمود روح‌الامینی سال ۱۳۴۷ با ارائه رساله دکتری خود تحت عنوان «تمدن سنتی گوسفند در میان عشایر فارس» تحت نظر آندره لوروا گوران موفق به اخذ مدرک دکتری مردم‌شناسی از دانشگاه سوربن فرانسه شد.
دکتر روح الامینی برای توصیف ناشناس بودن برخی رشته‌های تحصیلی در ایران قدیم در اغلب جلسات به ذکر خاطره‌ای طنزآمیز می پرداخت و آن این که وقتی با مدرک دکتری به کوهبنان بازگشته پیرزنی به تصور این که وی پزشک است برای درمان بیماری‌اش به او مراجعه می‌کند. دکتر روح‌الامینی توضیح می‌دهد که پزشک نیست و دکتر مردم‌شناسی است. آن پیرزن با تعجب ابراز می‌دارد که «وای! چه مرض‌های جدیدی پیدا شده است!»

## دستاوردها
دکتر روح‌الامینی از سال ۱۳۴۶ به عنوان پژوهشگر در مرکز تحقیقات علمی فرانسه(C.N.R.S) مشغول به کار شد که این همکاری تا سال ۱۳۴۷ ادامه یافت و در این سال به ایران بازگشت و به تدریس در دانشگاه تهران مشغول شد. وی سال‌های ۱۳۵۵ ۱۳۵۱ مدیریت گروه مردم‌شناسی دانشگاه تهران را بر عهده داشت. دکتر روح‌الامینی علاوه بر تدریس، فعالیت‌های بسیاری را در گسترش دانش انسان‌شناسی در ایران به انجام رسانید که ازجمله این فعالیت‌ها می‌توان به راه‌اندازی و تنظیم موزه مردم‌شناسی در کاخ گلستان به سال ۱۳۵۱، راه‌اندازی موزه حمام گنجعلیخان کرمان و اقدام در جهت نگهداری باغ نگارستان اشاره کرد. از سال ۱۳۵۵ تا ۱۳۵۸ استاد میهمان دانشگاهAix فرانسه بود. روح الامینی در سال ۱۳۷۹ از دانشگاه تهران بازنشسته شد. 
دکتر محمود روح‌الامینی و در دومین همایش چهره‌های ماندگار به‌عنوان چهرۀ ماندگار در رشتۀ مردم‌شناسی معرفی شد.

## آثار
کتاب‌های منتشرشده:
- گردِ شهر با چراغ: در مبانی انسان‌شناسی (عطار)
- زمینۀ فرهنگ‌شناسی: تألیفی در انسان‌شناسی فرهنگی و مردم‌شناسی (عطار)
- نمودهای فرهنگی و اجتماعی در ادبیات فارسی (آگاه)
- به شاخ نباتت قسم: باورهای عامیانه دربارۀ فال حافظ (پاژنگ)
- آیین‌ها و جشن‌های کهن در ایران امروز: نگرش و پژوهشی مردم‌شناختی (آگاه)
- فرهنگ و زبان گفتگو به روایت تمثیل‌های مثنوی مولوی بلخی، نگرشی مردم شناختی (آگه)
- در گسترۀ فرهنگ: نگرشی مردم‌شناختی (اطلاعات)
- حمام عمومی در جامعه و فرهنگ و ادب دیروز: نگرش و پژوهشی مردم‌شناختی (اطلاعات)
- تا تو نانی به کف آری (مرکز کرمان‌شناسی)
- صد و یک ابزارِ زندگیِ دیروز از هزاران (مرکز کرمان‌شناسی)

## درگذشت
دکتر محمود روح الامینی در ۱۷ اسفند ۱۳۸۹ خورشیدی بر اثر سکته مغزی در تهران درگذشت.